# Passais-Villages
Passais-Villages es una comuna nueva francesa situada en el departamento de Orne, de la región de Normandía.

## Historia
Fue creada el 1 de enero de 2016, en aplicación de una resolución del prefecto de Orne de 28 de diciembre de 2015 con la unión de las comunas de L'Épinay-le-Comte, Passais y Saint-Siméon, pasando a estar el ayuntamiento en la antigua comuna de Passais.

## Demografía
| Gráfica de evolución demográfica de Passais-Villages entre 1800 y 2013 |
|                                                                        |

Los datos entre 1800 y 2013 son el resultado de sumar los parciales de las tres comunas que forman la nueva comuna de Passais-Villages, cuyos datos se han cogido de 1800 a 1999, para las comunas de L'Épinay-le-Comte, Passais y Saint-Siméon de la página francesa EHESS/Cassini. Los demás datos se han cogido de la página del INSEE.

## Composición
| Comuna delegada   | Código INSEE | Población (2013) | Superficie (km²) | Densidad (hab./km²) |
| ----------------- | ------------ | ---------------- | ---------------- | ------------------- |
| L'Épinay-le-Comte | 61155        | 188              | 9.55             | 20                  |
| Passais           | 61324        | 782              | 16.68            | 47                  |
| Saint-Siméon      | 61455        | 252              | 16.13            | 16                  |